# Гумриська сільська адміністрація
Гумри́ська сільська́ адміністра́ція (абх. Ҕәымрышь ақыҭа ахадара) — сільська адміністрація в складі Ткуарчальського району Абхазії. Адміністративний центр адміністрація — село Квемо-Гумриш.
Сільська адміністрація в часи СРСР існувала як Гумуриська сільська рада Гальського району. 1994 року, після адміністративної реформи в Абхазії, сільська рада була перетворена на сільську адміністрацію, перейменована в сучасну назву і передана до складу Ткуарчальського району.
В адміністративному відношенні сільська адміністрація утворена з 2 сіл:
- Земо-Гумриш (Земо-Гумуриші, Верхній Гумриш)
- Квемо-Гумриш (Квемо-Гумуриші, Нижній Гумриш)

| Грузія | Це незавершена стаття з географії Грузії. Ви можете допомогти проєкту, виправивши або дописавши її. |